# Підіймальне устаткування
Підіймальне устаткування (рос. подъёмная установка; англ. hoisting plant; нім. Schachtförderanlage f) — механічна лебідка, яка змонтована на самохідній транспортній базі — автомобілі або тракторі з вишкою, талевою системою та іншим обладнанням. Син. — підіймальний агре].

## Комплекс підіймального обладнання
Комплекс підіймального обладнання — у свердловинних технологіях — підіймальне устаткування, яке укомплектовано насосом, ротором, вертлюгом, приймальним помостом та іншим, необхідним для спуско-підіймальних операцій обладнанням і інструментом.

## Підіймально-транспортне устаткування
Підіймально-транспортне устаткування — це машини і механізми, призначені для механізації робіт при навантаженні і розвантаженні сировини, продуктів і матеріалів під час їх приймання і зберігання, переміщення цих об'єктів усередині закладу, транспортуванні готової продукції до місця реалізації, транспортування інвентарю та різного обладнання.

## Класифікація підіймально-транспортного устаткування
За загальними експлуатаційно-технічними ознаками:
- Найпростіші засоби механізації — це пристрої (машини, механізми), які дозволяють проводити лише одну вантажопідіймальну чи транспортуючу операцію (вони зазвичай мають ручний механічний чи гідравлічний привід).
- Підіймально-транспортні машини — пристрої, що мають складну багатоприводну конструкцію;

За функціональним призначенням:
- Вантажо-підіймальне — призначене для підіймання і опускання вантажів. Відносяться: лебідки, талі, тельфери, ліфти, підйомники, елеватори, зрівнювальні площадки;
- Транспортуюче — призначене для переміщення вантажів на одному рівні на значну відстань. До цієї групи входять: транспортери (конвеєри), гравітаційні установки, вантажні візки;
- Вантажо-розвантажувальне — використовується при виконанні робіт в складських приміщеннях і може забезпечити одночасне підіймання і переміщення вантажів на невеликі відстані. Відносяться: навантажувачі, штабелери;

За видом привідного пристрою:
- З ручним приводом — лебідки і талі з ручним приводом, ручні вантажні візки ;
- З механічним приводом — їх роботу забезпечують електродвигуни, двигуни внутрішнього згорання (лебідки і талі з механічним приводом, тельфери, транспортери, ліфти, підйомники та ін.);
- Гравітаційні — вантаж переміщується під дією власної ваги (роликові транспортери, спуски).